# موسیقی ما (فیلم)
موسیقی ما (به فرانسوی: Notre musique) فیلمی به کارگردانی ژان-لوک گدار محصول سال ۲۰۰۴ است. این فیلم مسائلی مثل خشونت، اخلاق و وجود خشونت در سینما را باز می‌نماید و خصوصاً دست بر استعمار در گذشته و نزاع کنونی اسرائیل و فلسطین می‌گذارد. موسیقی ما در جشنواره فیلم کن سال ۲۰۰۴ نمایش داده شد اما وارد رقابت نشد.